# 東京都立深川商業高等学校
東京都立深川商業高等学校（とうきょうとりつ ふかがわしょうぎょうこうとうがっこう）は、かつて東京都墨田区横川にあった都立商業高等学校。略称は「深商」。

## 沿革
- 1948年（昭和23年）5月1日 - 東京都立第三商業高等学校毛利分校として開校。
- 1959年（昭和34年）4月1日 - 定時制独立校の東京都立深川商業高等学校として分離。
- 2004年（平成16年）4月1日 - 東京都立深川高等学校（定時制）、東京都立東高等学校（定時制）と統合し、東京都立大江戸高等学校となる。

## 教育目標
1. 基礎基本の内容を重視して、普通教育及び商業の専門教育を行う。
2. 授業および特別活動を通して、知性を高め、教養ある人間を育成する。
3. 自主性・自律性を培い、勤労と責任を重んじる人間を育成する。
4. 情操を豊かにし、調和のとれた人格の完成をめざす。
5. 人権尊重の精神に則り、自他を敬愛し国際社会に生きる姿勢を養う。

## 部活動
体育系
- テニス部
- 室内競技部

文化系
- 美術部
- ギター部
- パソコン部
- ペーパクラフト部

## アクセス
- JR総武線及び東京メトロ半蔵門線：錦糸町駅徒歩10分
- 京成押上線、都営地下鉄浅草線、東武伊勢崎線及び東京メトロ半蔵門線：押上駅徒歩7分
- 東武伊勢崎線：業平橋駅徒歩10分